# Chiesa di San Martino Vescovo (Pianiga)
La chiesa di San Martino Vescovo è la parrocchiale di Pianiga, in città metropolitana di Venezia e diocesi di Padova; fa parte del vicariato di Dolo.

## Storia

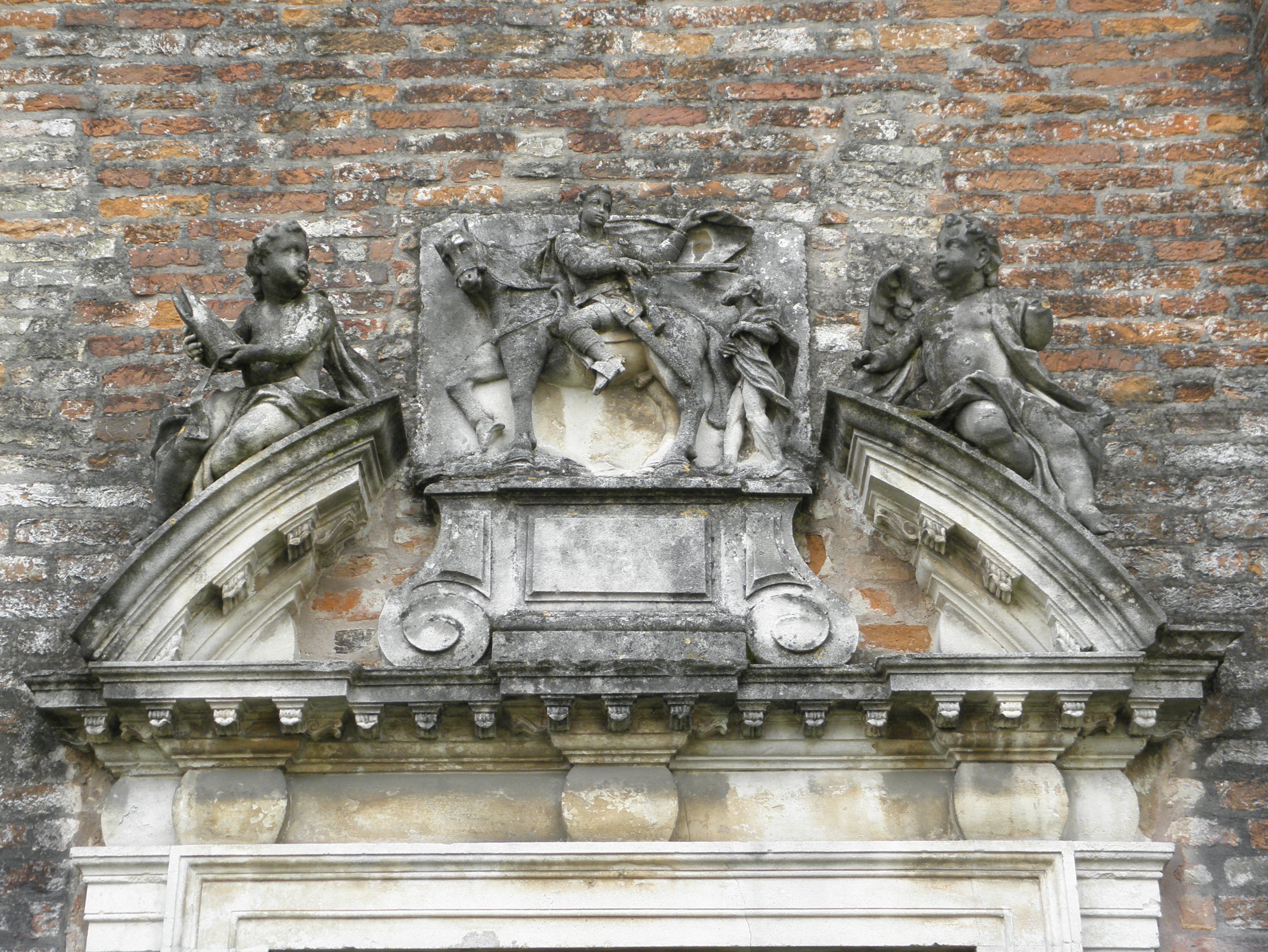
Particolare dell'ingresso laterale nord

Sebbene si supponga costruita sul sedime di una più antica chiesa paleocristiana la prima citazione rintracciata della chiesa di Pianiga risale al 1136. La chiesa venne citata per la seconda volta nel 1192 nel testamento della nobildonna Speronella Dalesmanini allora sposa di Ezzelino da Romano detto "il Monaco". Da un documento del 1297 si apprende che questa chiesa era soggetta, come altre chiese, tra cui anche quella di Caltana, alla pieve di Arino. 
L'interno della parrocchiale è frutto delle ristrutturazioni condotte tra il 1555 ed il 1690. Il battistero venne affrescato nel 1606. Le aperture laterali del presbiterio sono dovute agli interventi della seconda metà del XX secolo.

## Descrizione
La chiesa è orientata verso levante, secondo l'antico uso ma leggermente corretto a seguire l'andamento del graticolato romano. 

### Esterno
La facciata con il suo leggero protiro conserva l'aspetto romanico mentre i lati rivelano leggeri interventi gotici. È interessante l'anonimo affresco cinquecentesco nella lunetta sopra il portale protetto dal protiro con la scena di San Martino e il povero, Una raffigurazione ricorrente anche all'interno e nel bassorilievo barocco sopra il portale laterale a nord che è affiancato da due putti angelici recanti le insegne vescovili.

### Interno

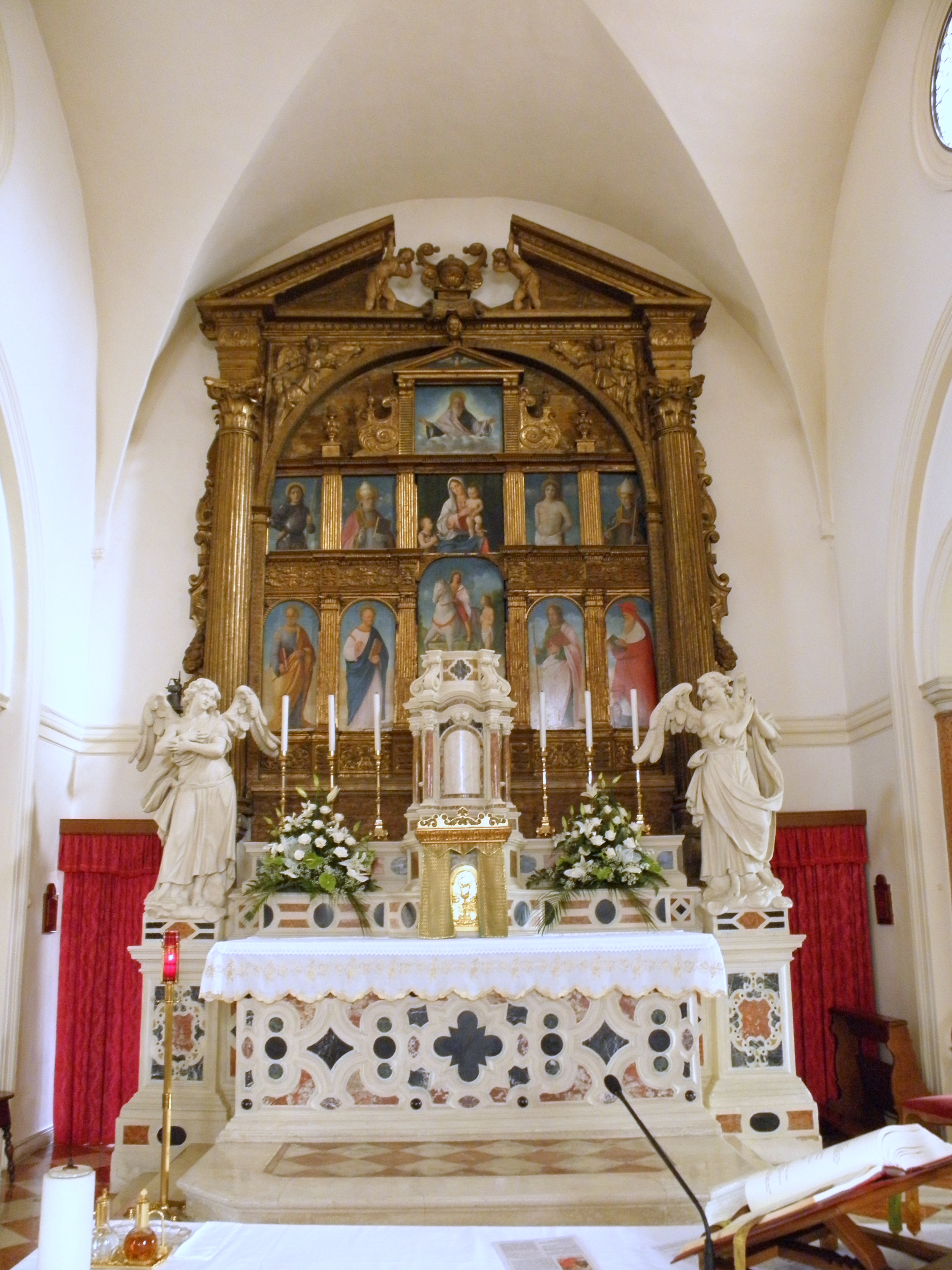
Altar maggiore con il Polittico di San Martino

L'interno a croce latina vede l'aggiunta dell'ulteriore cappella battesimale sulla destra verso l'ingresso principale.
Dietro all'altar maggiore è situato un grande polittico del XVI secolo attribuito a Francesco Bissolo, allievo di Giovanni Bellini. Il complesso è contenuto in una ulteriore e monumentale cornice dorata del XVII secolo.  L’opera pittorica è formata da 11 tavole ad olio ripartite su tre ordini. L'asse centrale è dominato dalla figura  del Padre Eterno, sovrastata da un timpano con la colomba  Spirito Santo. Nel secondo ordine si trovano, al centro, la Madonna col Bambino e san Giovannino affiancata dai busti di  quattro santi: da sinistra Teodoro, Gregorio Magno, Sebastiano e Ludovico di Tolosa. Al centro dell'ordine più in basso è raffigurata la scena di San Martino e il povero. È affiancate dalle tavole con le figure intere dei santi apostoli Pietro, Paolo, Giacomo maggiore e dal santo dottore della chiesa Girolamo.
Sull'altare settecentesco impreziosito da commessi marmorei multicolori i grandi angeli laterali sono attribuiti a Francesco Rizzi

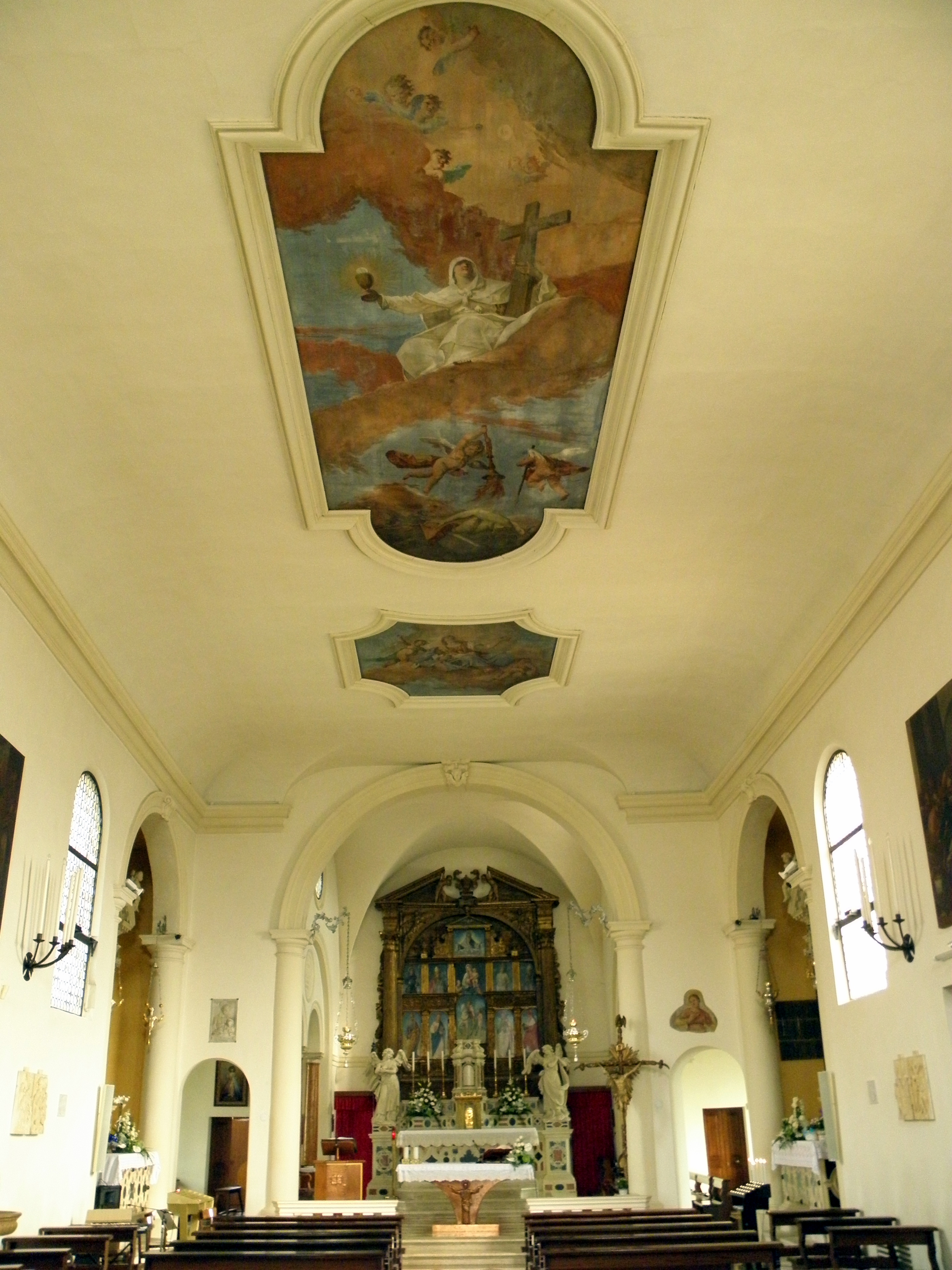
L'aula

Le storie di San Martino Vescovo affrescate nel battistero, sono opera attribuita al pittore e incisore originario di Anversa ed operante nel Veneto Ludovico Toeput, detto il Pozzoserrato, artista influenzato dal Tintoretto. Il ciclo vede al centro, alle spalle del fonte, San Martino riceve il sacramento del Battesimo mentre i lati dell'imboccatura della cappella due grandi scomparti presentano dentro archi illusori gli episodi di San Martino e il povero e San Martino resuscita il fanciullo di Chartres. Sotto le due finestre entro elaborati cartocci gli ovali narrano  San Martino di Tours guarisce la paralitica e San Martino incontra Valentiniano I. I sulla volta piuttosto rovinata, nel catino è San Martino di Tours in gloria e sulla botte, anche questi entro cartocci, sono i due episodi di San Martino che libera l'indemoniato e Morte di San Martino di Tours.
Il soffitto della chiesa è ornato dagli affreschi del XVIII secolo raffiguranti le tre virtù teologali, attribuiti  al bellunese Gaspare Diziani, allievo di Gregorio Lazzarini e poi di Sebastiano Ricci. L'allegoria della Speranza è una donna con lo sguardo proteso verso il cielo e con le mani giunte in preghiera. L’angelo raffigurato vicino a lei regge un'ancora, ispirato dal passo di san Paolo nel quale si dice «In essa noi abbiamo come un'ancora della nostra vita».